# Xã Salt Springs, Quận Randolph, Missouri
Xã Salt Springs (tiếng Anh: Salt Springs Township) là một xã thuộc quận Randolph, tiểu bang Missouri, Hoa Kỳ. Năm 2010, dân số của xã này là 2.873 người.